# 泰山街道 (泰州市)
泰山街道是中华人民共和国江苏省泰州市海陵区一个已撤销的街道办事处，2010年5月，泰州市人民政府批复同意撤销泰山街道，将其所辖行政区域划归城中街道。